# Пакунок плину
У динаміці плинів, з точки зору механіки суцільних середовищ, пакунок плину — це дуже мала кількість плину, яку можна ідентифікувати з динамічної історії її руху в потоку. По мірі її руху, маса пакунку плину залишається однаковою, хоча в стисному потоку—її об'єм може змінюватись. А її форма змінюється через перекручення потоку. Зауважте, що у нестисному потоку об'єм пакунку плину також сталий (ізохоричний потік).
Ця математична концепція тісно пов'язана з описом руху плину—його кінематики і динаміка— в координатах Лагранжа. У цій системі координат, пакунки плину позначені і відслідковуються у просторі і часі. Але й у координатах Ейлера поняття пакунку плину може бути корисним, наприклад у визначення матеріальної похідної, ліній потоку, ліній прожилок і лінії шляхів; або для визначення самопливу Стокса.

Довжина вільного пробігу і вимоги для забезпечення гіпотези суцільного середовища; об'єм показаний пунктирною лінією замалий, щоб дозволити усереднення яке б задовольняло гіпотезу неперервного середовища

Пакунки плину, як вони з механіки суцільних середовищ, потрібно розрізняти із мікроскопічними частинками (молекулами і атомами) у фізиці. Пакунок плину описує середню швидкість та інші параметри частинок плину, усереднені у шкалі довжин яка є великою порівняно із довжиною вільного пробігу, але маленькою порівняно із типовими довжинами вимірювання. Це вимагає того, щоб число Кнудсена було маленьким. Додатково, на відміну від математичної концепції, пакунок плину який ми відрізняємо від його сусідніх пакунків—в дійсності такий пакунок не постійно міститиме одні й ті самі частинки. Молекулярна дифузія постопуво змінюватиме властивості пакунка.
Для потоку повітря, відповідний терміном є пакунок повітря. Іншою назвою для пакунка плину є матеріальний елемент плину. Відповідно можна впровадити поняття матеріальна лінія і матеріальна поверхня, завжди прив'язані до тих самих матеріальних елементів, вони рухаються разом з потоком плину. Ще однією назвою для пакунку плину слугує елемент плину.